# Francesco Netti
Francesco Netti (ur. 24 grudnia 1832 w Santeramo in Colle, zm. 28 sierpnia 1894 tamże) – włoski malarz.

## Życiorys

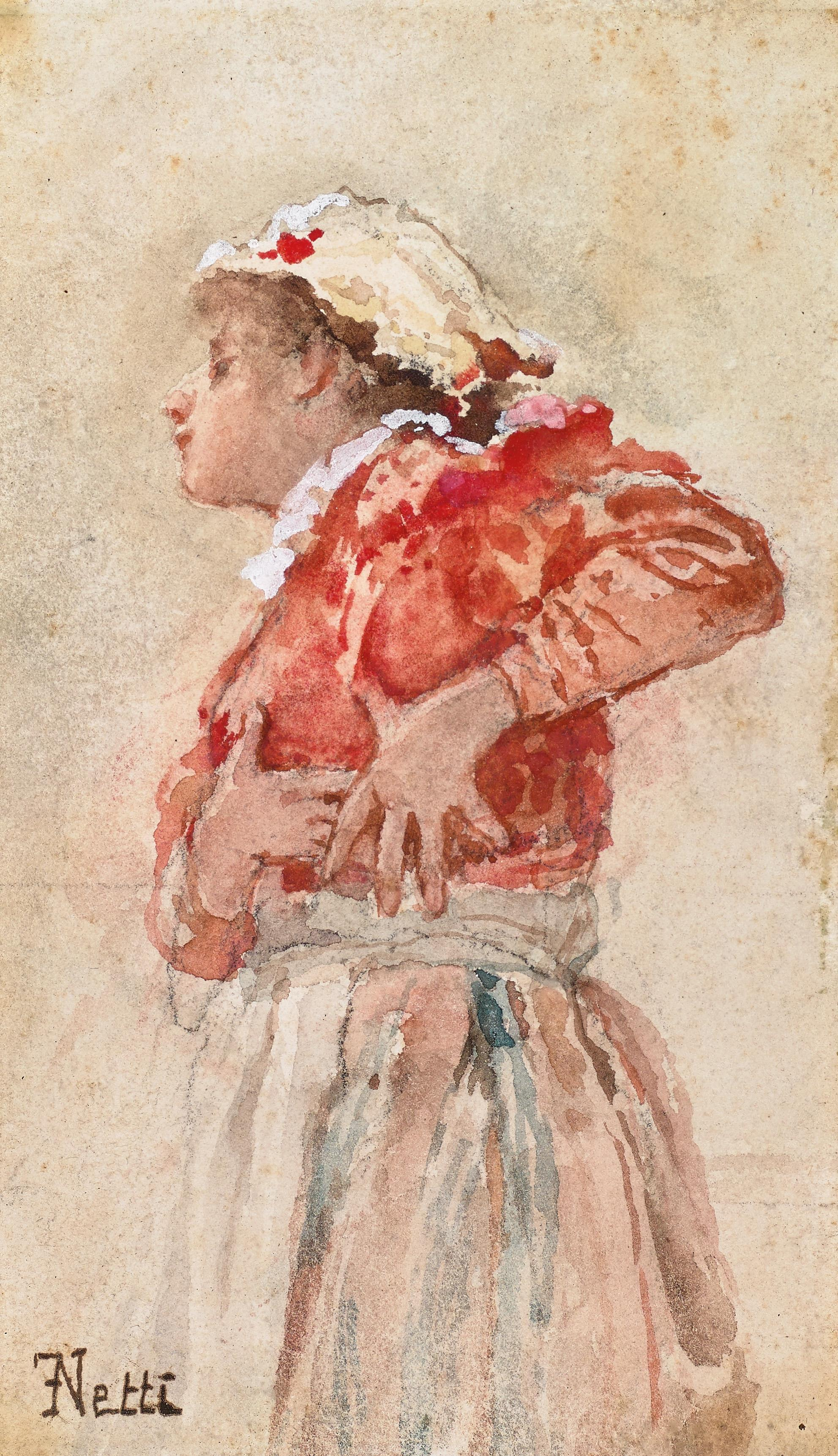
Francesco Netti, Passione, akwarela

Urodził się w rodzinie ziemiańskiej jako najstarszy syn Mikołaja Netti (1798-1899) i Marii Giuseppiny Vitale (1806-1869), szlachcianki pochodzącej z Conversano. Ojciec malarza dożył 101 lat. Miał liczne rodzeństwo: trzech braci ( Francis Xavier, Luigi Antonio, Raphael) i pięć sióstr (Mariannina, Lucretia, Mary, Lucy i Pink).
Początkowo uczęszczał do neapolitańskiego kolegium pijarów, następnie ukończył studia prawnicze. Był uczniem kilku neapolitańskich malarzy, m.in. Domenica Morellego.
W latach 1856–1859 przebywał w Rzymie, a w latach 1866–1871 zamieszkiwał w Paryżu i okolicach. Od 1871 do śmierci związany z Neapolem.

## Dzieła w kolekcjach
Dzieła Francesco Netti'ego znajdują się w zbiorach:
- Pinacoteca Provinciale w Bari
- Polo Museale Comunale w Conversano
- Museo San Martino w Neapolu
- Galleria dell’Accademia di Belle Arti w Neapolu
- Ca’ Pesaro w Wenecji
- Galerii Uffizi we Florencji
- Galleria Nazionale d’Arte Moderna w Rzymie
- Museo di Capodimonte w Neapolu
- Museo Comunale i Pinacoteca Comunale w Barletta

Wiele innych prac artysty znajduje się w kolekcjach prywatnych.